# トラヴェリング・ウィルベリーズ
トラヴェリング・ウィルベリーズ（英: Traveling Wilburys）は、1988年に結成された覆面バンド。
各アーティストの所属レコード会社が異なる関係上、全員が「ウィルベリー姓の兄弟」という設定で実名を伏せ、覆面バンド（サングラス着用）というコンセプトであった。ただし、覆面バンドの体裁は各アーティストの所属会社への配慮としての形式上のものであり、演奏やパフォーマンスで特定は容易。また、レコード会社の関係でプロモーションは行わなかったが、それでも6週連続3位とアルバムセールスは好調であった。

## メンバー
- Nelson Wilbury / Spike Wilbury、ジョージ・ハリスン（元ビートルズメンバー）
- Otis Wilbury / Clayton Wilbury、ジェフ・リン（エレクトリック・ライト・オーケストラ）
- Lucky Wilbury / Boo Wilbury、ボブ・ディラン
- Charlie T. Wilbury, Jr.、/ Muddy Wilbury、トム・ペティ
- Lefty Wilbury、ロイ・オービソン

### サポート・メンバー
- ジム・ケルトナー（ドラムズ）
- レイ・クーパー（パーカッション）
- ジム・ホーン（サクソフォン）
- イアン・ウォーレス （トムトム HANDLE WITH CARE）
- ゲイリー・ムーア （ギター SHE'S MY BABY）

## 来歴
1988年、ジョージ・ハリスンは、ロイ・オービソンとジェフ・リンと一緒に食事をした際、アルバム『クラウド・ナイン』（1987年）からの12インチEP「ディス・イズ・ラヴ」に、新たなB面の曲が必要になったことを相談。3人でレコーディングするために、カリフォルニア州マリブのポイント・デュームにあったボブ・ディランのホーム・スタジオを借りることにした。ハリスンは、トム・ペティにあずけてあったギターを取りに行ったついでに、ペティも誘い、ディランも説得して、5人で「ハンドル・ウィズ・ケア」をレコーディング。曲はB面にするにはもったいないほど、出来が良かった。
レコード会社からも「アルバムにできないか」と持ちかけられ、5人は1988年の4月から5月の10日間をかけて、ユーリズミックスのデイヴ・スチュワートのロサンジェルスの家のキッチンなどで録音。仕上げをイギリスのハリスンの邸宅フライアー・パークで行い、アルバム『トラヴェリング・ウィルベリーズ Vol.1』は10月にリリースされた。メンバーは「ウィルベリー姓の兄弟」という設定で実名を伏せ、覆面バンドというコンセプトであった。アルバムは大きな成功を収め、現在米国RIAAよりトリプル・プラチナ・アルバムに認定。1989年のグラミー賞では、最優秀ロック・デュオ／グループを受賞した。
プロモーションには、ジョージ・ハリスンも愛用していたギター・ブランドのグレッチ社より全面的な提携サポートを受け、全員がグレッチのギターを持った写真が撮られたり、ウィルベリーズ・モデルのギターがグレッチより限定で発売され PV でも使用された。
また、ディランを除いた4人はいずれも、トム・ペティのアルバム『フル・ムーン・フィーヴァー』およびロイ・オービソンのアルバム『ミステリー・ガール』（2作とも発売は1989年）のレコーディングに参加している。
しかし1988年12月6日、ロイ・オービソンが急死。さらに彼の後釜として参加するといわれていたデル・シャノンが直前に自殺するなど（ただしシャノンの参加は噂に過ぎず、正式にアナウンスされたものではない）、活動は安定せず、4人で制作した最後のアルバム『トラヴェリング・ウィルベリーズ Vol.3』発売して以降事実上の活動停止状態となり。再開される事なく2001年にハリスン、2017年にペティが逝去。結果的にバンドとしての活動自体はアルバム2枚をリリースしただけであったが、彼らのミュージシャンシップを感じ取ることのできる極めて有意義なものだった。なお、アルバムは1990年代後半から廃盤となり、ネットオークション等で高値で取引されていたが、2007年7月にデジタルリマスター盤が発売され、全英1位、全米9位という再発盤としては好調なセールスを上げている。

## ディスコグラフィー

### アルバム
- トラヴェリング・ウィルベリーズ Vol.1 - Traveling Wilburys Vol.1（1988年）

1989年グラミー賞「Best Rock Performance By A Duo Or Group With Vocal」受賞。
- Traveling Wilburys Vol.2（1988年）未発表

未発表に終わったのは、レコーディング中にロイ・オービソンが死亡したため。ボブ・ディランが作品の完成度に納得せず、発売を固辞したため。新メンバーのデル・シャノンが自殺したため、など各説がある。しかし正式なアナウンスはなく、詳細は不明のまま。このレコーディングの際の音源と思われる曲が、多数、海賊版で出回っているため、レコーディング自体が行われたことはほぼ確実視されているが、2021年現在も、正式なリリースはなく、またレコーディングの詳細も明らかにされていないため、その全貌は今を持って不明である。
- トラヴェリング・ウィルベリーズ Vol.3 - Traveling Wilburys Vol.3（1990年）

ロイ・オービソン死去により4人で制作。
- The Traveling Wilburys Collection（2007年）

Vol.1 と Vol.3 にドキュメンタリー DVD と未発表曲を加えたボックス・セット。デジタル･リマスタリング。

### シングル
（発売年月日は英国版）
1988年
- Handle With Care / Margarita（1988年10月17日）

2007年5月28日に英国で2,500枚限定のレコード盤で再発。
ただし再発盤はカップリングがHandle With Care （Extended Version） 。
1989年
- End Of The Line / Congratulations（1989年2月20日）
- Heading For The Light / Rattled（1989年4月：ヨーロッパのみシングル発売）

以上は「Vol.1」収録曲
1990年
- Nobody's Child / Lumiere（1990年6月11日：英国のみの発売）

チャリティ・アルバム「ノーバディズ・チャイルド　ルーマニアン・エンジェル・アピール」収録。B面は別アーティスト。
- She's My Baby / Runaway（1990年11月5日：英国のみの発売）
- Wilbury Twist / New Blue Moon（1991年3月25日）

以上は「Vol.3」収録曲（ただし「Runaway」はシングルのみの収録。
また、再発盤のボーナストラックとして収録されたが、こちらはシングル･バージョンとは別編集のものである。

### その他
- 2007年12月4日　Not Alone Anymore (Previously Unreleased Remix)

Vol.1 と Vol.3 にドキュメンタリー DVD と未発表曲を加えたボックス・セットのアナログ盤のみに収録。